# Puchar Ukrainy w piłce siatkowej mężczyzn
Puchar Ukrainy w piłce siatkowej mężczyzn (ukr. Кубок України з волейболу серед чоловіків) – cykliczne krajowe rozgrywki sportowe, organizowane corocznie od sezonu 1992/1993 przez Ukraiński Związek Piłki Siatkowej (Federacija wołejbołu Ukrajiny) dla ukraińskich męskich klubów siatkarskich.
Pierwszym zdobywcą Pucharu Ukrainy był klub Łokomotyw Kijów. Jak dotychczas najwięcej tytułów zdobył klub Łokomotyw Charków (13).
W sezonie 1994/1995 zamiast Pucharu Ukrainy zorganizowano Puchar Federacji.

## Triumfatorzy
| Sezon     | Miejsce finału                                                                    | 1. miejsce                                                                        | 2. miejsce                                                                        | 3. miejsce / Półfinaliści                                                         |
| --------- | --------------------------------------------------------------------------------- | --------------------------------------------------------------------------------- | --------------------------------------------------------------------------------- | --------------------------------------------------------------------------------- |
| 1992      |                                                                                   | Łokomotyw Kijów                                                                   | Łokomotyw Charków                                                                 | Burewisnyk Czernihów                                                              |
| 1993      |                                                                                   | Szachtar Donieck                                                                  | Azot Czerkasy                                                                     | Dynamo Ługańsk                                                                    |
| 1995      |                                                                                   | Dorożnyk-SKA Odessa                                                               | Azot Czerkasy                                                                     | Dynamo Ługańsk                                                                    |
| 1996      |                                                                                   | Azot Czerkasy                                                                     | Łokomotyw-OŁWEST Charków                                                          | Dorożnyk-SKA Odessa                                                               |
| 1997      |                                                                                   | Azot Czerkasy                                                                     | Dynamo Ługańsk                                                                    | SK WWS Winnica                                                                    |
| 1998      |                                                                                   | Jurydyczna akademіja Charków                                                      | SK WWS Winnica                                                                    | Azot Czerkasy                                                                     |
| 1999      |                                                                                   | Azot Czerkasy                                                                     | Łokomotyw Charków                                                                 | Markochim Mariupol                                                                |
| 2000      |                                                                                   | Azot Czerkasy                                                                     | Dnipro-Dynamo Dniepropetrowsk                                                     | Łokomotyw Charków                                                                 |
| 2001      |                                                                                   | Łokomotyw Charków                                                                 | Azot Czerkasy                                                                     | Jurydyczna akademіja Charków                                                      |
| 2002      |                                                                                   | Łokomotyw Charków                                                                 | Azot-Spartak Czerkasy                                                             | Dnipro-Dynamo Dniepropetrowsk                                                     |
| 2003      |                                                                                   | Jurydyczna akademіja Charków                                                      | Łokomotyw Charków                                                                 | Markochim Mariupol                                                                |
| 2004      |                                                                                   | Łokomotyw Charków                                                                 | Jurydyczna akademіja Charków                                                      | Markochim Mariupol                                                                |
| 2005      |                                                                                   | Markochim Mariupol                                                                | Azot-Spartak Czerkasy                                                             | Łokomotyw Dniepropetrowsk                                                         |
| 2006      |                                                                                   | Łokomotyw Charków                                                                 | Azot-Spartak Czerkasy                                                             | Łokomotyw Kijów                                                                   |
| 2007      |                                                                                   | Łokomotyw Charków                                                                 | Jurydyczna akademіja Charków                                                      | Impeksahro Sport Czerkasy                                                         |
| 2008      |                                                                                   | Łokomotyw Charków                                                                 | Impeksahro Sport Czerkasy                                                         | Łokomotyw Kijów                                                                   |
| 2009      | Charków                                                                           | Łokomotyw Charków                                                                 | Krymsoda Krasnoperekopsk                                                          | Impeksahro Sport Czerkasy                                                         |
| 2010      | Charków                                                                           | Łokomotyw Charków                                                                 | Impeksahro Sport Czerkasy                                                         | Łoko-Ekspres Charków                                                              |
| 2011      | Charków                                                                           | Łokomotyw Charków                                                                 | Nowator Chmielnicki                                                               | Krymsoda Krasnoperekopsk                                                          |
| 2012      | Charków                                                                           | Łokomotyw Charków                                                                 | Krymsoda Krasnoperekopsk                                                          | Faworyt Łubnie                                                                    |
| 2013      | Charków                                                                           | Łokomotyw Charków                                                                 | Chimprom Sumy                                                                     | Faworyt Łubnie                                                                    |
| 2014      | Charków                                                                           | Łokomotyw Charków                                                                 | Jurydyczna akademіja Charków                                                      | Dnipro Dniepropetrowsk                                                            |
| 2015      | Lwów                                                                              | Łokomotyw Charków                                                                 | Barkom-Każany Lwów                                                                | Dnipro Dniepropetrowsk                                                            |
| 2016/2017 | Kijów                                                                             | Barkom-Każany Lwów                                                                | Łokomotyw Charków                                                                 | EkoDim Winnica WK Winnica                                                         |
| 2017/2018 | Czerkasy                                                                          | Barkom-Każany Lwów                                                                | Łokomotyw Charków                                                                 | Nowator Chmielnicki WK MHP-Winnica                                                |
| 2018/2019 | Lwów                                                                              | Barkom-Każany Lwów                                                                | Serce Podilla Winnica                                                             | WK MHP-Winnica                                                                    |
| 2019/2020 | Żytomierz                                                                         | Żytyczi-ŻNAEU Żytomierz                                                           | WK Reszetyliwka                                                                   | Barkom-Każany Lwów                                                                |
| 2020/2021 | Gródek                                                                            | Barkom-Każany Lwów                                                                | Żytyczi-PNU Żytomierz                                                             | Epicentr-Podolany Horodok                                                         |
| 2021/2022 | W związku z inwazją Rosji na Ukrainę rozgrywki zostały przerwane i niedokończone. | W związku z inwazją Rosji na Ukrainę rozgrywki zostały przerwane i niedokończone. | W związku z inwazją Rosji na Ukrainę rozgrywki zostały przerwane i niedokończone. | W związku z inwazją Rosji na Ukrainę rozgrywki zostały przerwane i niedokończone. |
| 2023/2024 | Hodyliw                                                                           | Epicentr-Podolany Horodok                                                         | WK Prometej Dnipro                                                                | Żytyczi-Polissia Żytomierz                                                        |
| 2024/2025 | Gródek                                                                            | Epicentr-Podolany Horodok                                                         | MHP-Ładyżyn-SzWSM-Kołos Winnica                                                   | Burewisnyk-SzWSM Czernihów Epicentr-Podolany-Reprezentacja Ukrainy U-20           |

Puchar Federacji
| Sezon | Miejsce finału | 1. miejsce      | 2. miejsce   | 3. miejsce         |
| ----- | -------------- | --------------- | ------------ | ------------------ |
| 1994  |                | Styroł Gorłówka | Uhołek Torez | Samorodok Boryspol |

## Bilans klubów
| Klub                         | złoto | srebro | brąz | Razem |
| ---------------------------- | ----- | ------ | ---- | ----- |
| Łokomotyw Charków            | 13    | 6      | 1    | 20    |
| Azot Czerkasy                | 4     | 6      | 1    | 11    |
| Barkom-Każany Lwów           | 4     | 1      | 1    | 6     |
| Jurydyczna akademіja Charków | 2     | 3      | 1    | 6     |
| Epicentr-Podolany Horodok    | 2     | 0      | 1    | 2     |
| Żytyczi Żytomierz            | 1     | 1      | 1    | 3     |
| Markochim Mariupol           | 1     | 0      | 3    | 4     |
| Łokomotyw Kijów              | 1     | 0      | 2    | 3     |
| Dorożnyk-SKA Odessa          | 1     | 0      | 1    | 2     |
| Szachtar Donieck             | 1     | 0      | 0    | 1     |
| Impeksahro Sport Czerkasy    | 0     | 2      | 2    | 4     |
| Krymsoda Krasnoperekopsk     | 0     | 2      | 1    | 3     |
| Dnipro Dniepropetrowsk       | 0     | 1      | 4    | 5     |
| Dynamo Ługańsk               | 0     | 1      | 2    | 3     |
| WK MHP-Winnica               | 0     | 1      | 1    | 2     |
| SK WWS Winnica               | 0     | 1      | 1    | 2     |
| Chimprom Sumy                | 0     | 1      | 0    | 1     |
| Nowator Chmielnicki          | 0     | 1      | 0    | 1     |
| Serce Podilla Winnica        | 0     | 1      | 0    | 1     |
| WK Reszetyliwka              | 0     | 1      | 0    | 1     |
| WK Prometej Dnipro           | 0     | 1      | 0    | 1     |
| Faworyt Łubnie               | 0     | 0      | 2    | 2     |
| Burewisnyk Czernihów         | 0     | 0      | 1    | 1     |
| Łoko-Ekspres Charków         | 0     | 0      | 1    | 1     |

Uwaga: W sezonach 2016/2017, 2017/2018 i 2024/2025 nie rozgrywano meczu o 3. miejsce.